# Drum național 29E
Der Drum național 29E (rumänisch für „Nationalstraße 29E“, kurz DN29E) ist eine kurze Hauptstraße in Rumänien.

## Verlauf
Die Straße zweigt rund 4 km nördlich von Ștefănești in dem Dorf Stânca vom Drum național 24C nach Nordosten ab überquert nach 3,9 km die Grenze zur Republik Moldau am Kraftwerk Hidrocentrala Costești am Ausfluss des Pruth aus dem Stausee Lacul Stânca-Costești. Auf moldauischer Seite bildet die Straße R7 ihre Fortsetzung, die nach Rîșcani führt.